# Agrippa (Astronom)
Agrippa war ein Astronom der Antike.
Nach Ptolemäus beobachtete er in der 3. Nachtstunde am 7. Tag des bithynischen Monats Metroos im 12. Jahr der Regierung des Domitian (also 92 n. Chr.) eine Bedeckung des Sterns Alkione in den Plejaden durch den Mond.
Ptolemäus erwähnt diese Beobachtung in Zusammenhang mit der Bestimmung der Präzession des Frühlingspunktes.
Proklos führt von Agrippa ausgeführte Messungen der Längen von Fixsternen an.
Der Mondkrater Agrippa ist nach Agrippa benannt.